# Tour der schottischen Rugby-Union-Nationalmannschaft nach Asien 1977
| Tour der Schotten nach Asien 1977 | Tour der Schotten nach Asien 1977 | Tour der Schotten nach Asien 1977 | Tour der Schotten nach Asien 1977 | Tour der Schotten nach Asien 1977 |
| Übersicht                         | S                                 | G                                 | U                                 | N                                 |
| --------------------------------- | --------------------------------- | --------------------------------- | --------------------------------- | --------------------------------- |
| Sonstige Spiele                   | 5                                 | 5                                 | 0                                 | 0                                 |
| Gesamt                            | 5                                 | 5                                 | 0                                 | 0                                 |

Die Tour der schottischen Rugby-Union-Nationalmannschaft nach Asien 1977 umfasste eine Reihe von Freundschaftsspielen der schottischen Rugby-Union-Nationalmannschaft. Sie reiste im September 1977 durch Hongkong, Japan und Thailand, wobei sie während dieser Zeit fünf Spiele bestritt. Darunter waren Länderspiele gegen die Nationalmannschaften dieser Länder, die alle nicht als Test Matches zählten. Hinzu kamen zwei Begegnungen mit japanischen Auswahlteams. Die Schotten konnten sämtliche Spiele zu ihren Gunsten entscheiden. Diese Tour war experimenteller Natur, da mehrere Stammspieler eben erst von der Neuseeland-Tour der British Lions zurückgekehrt waren.

## Spielplan
- Hintergrundfarbe grün = Sieg

(Ergebnisse aus der Sicht Schottlands)
| # | Datum              | Gegner             | Ort      | Stadion                          | Ergebnis |
| - | ------------------ | ------------------ | -------- | -------------------------------- | -------- |
| 1 | 04. September 1977 | Thailand           | Bangkok  | Chulalongkorn University Stadium | 82:6     |
| 2 | 07. September 1977 | Hongkong           | Hongkong | Hong Kong Stadium                | 42:6     |
| 3 | 12. September 1977 | Waseda-Universität | ?        | ?                                | 59:13    |
| 4 | 15. September 1977 | JRU President’s XV | ?        | ?                                | 50:16    |
| 5 | 18. September 1977 | Japan              | Tokio    | Nationalstadion                  | 74:9     |

## Länderspiele
(nicht als Test Matches zählend)
| 4. September 1977 | Thailand | 6 : 82 | Schottland | Chulalongkorn University Stadium, Bangkok |
| 4. September 1977 |          |        |            | Chulalongkorn University Stadium, Bangkok |

| 7. September 1977 | Hongkong | 6 : 42 | Schottland | Hong Kong Stadium, Hongkong |
| 7. September 1977 |          |        |            | Hong Kong Stadium, Hongkong |

| 18. September 1977 14:00 JST | Japan                                                  | 9 : 74         | Schottland | Nationalstadion, Tokio Zuschauer: 25.000 Schiedsrichter: P. E. Hughes (England) |
| 18. September 1977 14:00 JST | Versuche: Ujino Erhöhungen: Tanaka Straftritte: Matsuo | (3:16) Bericht | Versuche: Cranston Dickson Gammell (4) Laidlaw (2) McGuinness Moffat Wilson Erhöhungen: Mair (9) Straftritte: Mair (4) | Nationalstadion, Tokio Zuschauer: 25.000 Schiedsrichter: P. E. Hughes (England) |